# Cúp quốc gia Wales 1957–58
Cúp quốc gia Wales FAW 1957–58 là mùa giải thứ 71 của giải đấu bóng đá loại trực tiếp hàng năm dành cho các đội bóng ở Wales.

## Từ viết tắt
Tên giải đấu nằm sau tên các câu lạc bộ.
- B&DL - Birmingham & District League
- FL D2 - Football League Second Division
- FL D3N - Football League Third Division North
- FL D3S - Football League Third Division South
- SFL - Southern Football League

## Vòng Năm
Vòng này có sự tham gia của 10 đội thắng ở vòng Bốn và 6 đội mới.
| Số thứ tự trận | Đội nhà              | Tỉ số | Đội khách        |
| -------------- | -------------------- | ----- | ---------------- |
| 1              | Oswestry Town (B&DL) | 1–3   | Chester (FL D3N) |

## Vòng Sáu
| Số thứ tự trận | Đội nhà          | Tỉ số | Đội khách            |
| -------------- | ---------------- | ----- | -------------------- |
| 1              | Chester (FL D3N) | 2–0   | Swansea Town (FL D2) |

## Bán kết
Chester và Hereford United thi đấu ở Wrexham, trận đá lại diễn ra ở Swansea, Caernarfon Town và Wrexham thi đấu ở Bangor.
| Số thứ tự trận | Đội nhà               | Tỉ số | Đội khách             |
| -------------- | --------------------- | ----- | --------------------- |
| 1              | Chester (FL D3N)      | 1–1   | Hereford United (SFL) |
| ’‘đá lại’’     | Chester (FL D3N)      | 2–0   | Hereford United (SFL) |
| 2              | Caernarfon Town (WLN) | 2–4   | Wrexham (FL D3N)      |

## Chung kết
Trận Chung kết diễn ra tại Chester, trận đá lại ở Wrexham.
| Số thứ tự trận | Đội nhà          | Tỉ số | Đội khách        |
| -------------- | ---------------- | ----- | ---------------- |
| 1              | Chester (FL D3N) | 1–1   | Wrexham (FL D3N) |
| ’‘đá lại’’     | Wrexham (FL D3N) | 2–1   | Chester (FL D3N) |